# 贡山杜鹃
贡山杜鹃（学名：Rhododendron gongshanense），为杜鹃花科杜鹃花属下的一个种。

## 扩展阅读
維基物種上的相關：贡山杜鹃